# Playoffs NBA 1989
Navigation
Édition précédente Édition suivante
Les playoffs NBA 1989 sont les séries éliminatoires (en anglais, playoffs) de la saison NBA 1988-1989.
Les Pistons de Détroit battent en finale les Lakers de Los Angeles. Ces playoffs sont marqués par un match mythique disputé entre les Bulls de Chicago et les Cavaliers de Cleveland le 7 mai 1989, durant lequel Michael Jordan inscrit un buzzer beater resté célèbre (« The Shot »).

## Fonctionnement
Au premier tour, l'équipe classée numéro 1 affronte l'équipe classée numéro 8, la numéro 2 la 7, la 3 la 6 et la 4 la 5. En demi-finale de conférence, l'équipe vainqueur de la série entre la numéro 1 et la numéro 8 rencontre l'équipe vainqueur de la série entre la numéro 4 et la numéro 5, et l'équipe vainqueur de la série entre la numéro 2 et la numéro 7 rencontre l'équipe vainqueur de la série entre la numéro 3 et la numéro 6. Les vainqueurs des demi-finales de conférence s'affrontent en finale de conférence. Les deux équipes ayant remporté la finale de leur conférence respective (Est ou Ouest) sont nommées championnes de conférence et se rencontrent ensuite pour une série déterminant le champion NBA.
Chaque série de playoffs se déroule au meilleur des 7 matches, sauf le premier tour qui se joue au meilleur des 5 matches.

## Classements de la saison régulière
| Champion de division | Qualifié pour les playoffs | Non qualifié pour les playoffs |

| Conférence Est | Conférence Est         | Conférence Est | Conférence Est | Conférence Est |
| No             | Franchise              | Vic.           | Déf.           | PCT            |
| -------------- | ---------------------- | -------------- | -------------- | -------------- |
| 1              | Pistons de Détroit C   | 63             | 19             | 76.8           |
| 2              | Knicks de New York     | 52             | 30             | 63.4           |
| 3              | Cavaliers de Cleveland | 57             | 25             | 69.5           |
| 4              | Hawks d'Atlanta        | 52             | 30             | 63.4           |
| 5              | Bucks de Milwaukee     | 49             | 33             | 59.8           |
| 6              | Bulls de Chicago       | 47             | 35             | 57.3           |
| 7              | 76ers de Philadelphie  | 46             | 36             | 56.1           |
| 8              | Celtics de Boston      | 42             | 40             | 51.2           |
|                |                        |                |                |                |
| 9              | Bullets de Washington  | 40             | 42             | 48.8           |
| 10             | Pacers de l'Indiana    | 28             | 54             | 34.1           |
| 11             | Nets du New Jersey     | 26             | 56             | 31.7           |
| 12             | Hornets de Charlotte   | 20             | 62             | 24.4           |

| Conférence Ouest | Conférence Ouest          | Conférence Ouest | Conférence Ouest | Conférence Ouest |
| No               | Franchise                 | Vic.             | Déf.             | PCT              |
| ---------------- | ------------------------- | ---------------- | ---------------- | ---------------- |
| 1                | Lakers de Los Angeles     | 57               | 25               | 69.5             |
| 2                | Jazz de l'Utah            | 51               | 31               | 62.2             |
| 3                | Suns de Phoenix           | 55               | 27               | 67.1             |
| 4                | SuperSonics de Seattle    | 47               | 35               | 57.3             |
| 5                | Rockets de Houston        | 45               | 37               | 54.9             |
| 6                | Nuggets de Denver         | 44               | 38               | 53.7             |
| 7                | Warriors de Golden State  | 43               | 39               | 52.4             |
| 8                | Trail Blazers de Portland | 39               | 43               | 47.6             |
|                  |                           |                  |                  |                  |
| 9                | Mavericks de Dallas       | 38               | 44               | 46.3             |
| 10               | Kings de Sacramento       | 27               | 55               | 32.9             |
| 11               | Spurs de San Antonio      | 21               | 61               | 25.6             |
| 12               | Clippers de Los Angeles   | 21               | 61               | 25.6             |
| 13               | Heat de Miami             | 15               | 67               | 18.3             |

C - Champions NBA

## Tableau
|  | 1er tour         | 1er tour                  | 1er tour                 |   |                        | Demi-finales de Conférence | Demi-finales de Conférence | Demi-finales de Conférence |  |   | Finales de Conférence | Finales de Conférence | Finales de Conférence |  |    | Finales NBA        | Finales NBA | Finales NBA |
|  |                  |                           |                          |   |                        |                            |                            |                            |  |   |                       |                       |                       |  |    |                    |             |             |
|  | 1                | Pistons de Détroit        | 3                        |   |                        |                            |                            |                            |  |   |                       |                       |                       |  |    |                    |             |             |
|  | 8                | Celtics de Boston         | 0                        |   |                        |                            |                            |                            |  |   |                       |                       |                       |  |    |                    |             |             |
|  | 8                | Celtics de Boston         | 0                        |   | 1                      | Pistons de Détroit         | 4                          |                            |  |   |                       |                       |                       |  |    |                    |             |             |
|  |                  |                           |                          |   | 1                      | Pistons de Détroit         | 4                          |                            |  |   |                       |                       |                       |  |    |                    |             |             |
|  |                  | 5                         | Bucks de Milwaukee       | 0 |                        |                            |                            |                            |  |   |                       |                       |                       |  |    |                    |             |             |
|  | 4                | 5                         | Bucks de Milwaukee       | 0 | Hawks d'Atlanta        | 2                          |                            |                            |  |   |                       |                       |                       |  |    |                    |             |             |
|  | 4                |                           |                          |   | Hawks d'Atlanta        | 2                          |                            |                            |  |   |                       |                       |                       |  |    |                    |             |             |
|  | 5                | Bucks de Milwaukee        | 3                        |   |                        |                            |                            |                            |  |   |                       |                       |                       |  |    |                    |             |             |
|  | 5                | Bucks de Milwaukee        | 3                        |   |                        |                            |                            |                            |  | 1 | Pistons de Détroit    | 4                     |                       |  |    |                    |             |             |
|  | Conférence Est   |                           |                          |   |                        |                            |                            |                            |  | 1 | Pistons de Détroit    | 4                     |                       |  |    |                    |             |             |
|  |                  | 6                         | Bulls de Chicago         | 2 |                        |                            |                            |                            |  |   |                       |                       |                       |  |    |                    |             |             |
|  | 3                | 6                         | Bulls de Chicago         | 2 | Cavaliers de Cleveland | 2                          |                            |                            |  |   |                       |                       |                       |  |    |                    |             |             |
|  | 3                |                           |                          |   | Cavaliers de Cleveland | 2                          |                            |                            |  |   |                       |                       |                       |  |    |                    |             |             |
|  | 6                | Bulls de Chicago          | 3                        |   |                        |                            |                            |                            |  |   |                       |                       |                       |  |    |                    |             |             |
|  | 6                | Bulls de Chicago          | 3                        |   | 6                      | Bulls de Chicago           | 4                          |                            |  |   |                       |                       |                       |  |    |                    |             |             |
|  |                  |                           |                          |   | 6                      | Bulls de Chicago           | 4                          |                            |  |   |                       |                       |                       |  |    |                    |             |             |
|  |                  | 2                         | Knicks de New York       | 2 |                        |                            |                            |                            |  |   |                       |                       |                       |  |    |                    |             |             |
|  | 2                | 2                         | Knicks de New York       | 2 | Knicks de New York     | 3                          |                            |                            |  |   |                       |                       |                       |  |    |                    |             |             |
|  | 2                |                           |                          |   | Knicks de New York     | 3                          |                            |                            |  |   |                       |                       |                       |  |    |                    |             |             |
|  | 7                | 76ers de Philadelphie     | 0                        |   |                        |                            |                            |                            |  |   |                       |                       |                       |  |    |                    |             |             |
|  | 7                | 76ers de Philadelphie     | 0                        |   |                        |                            |                            |                            |  |   |                       |                       |                       |  | E1 | Pistons de Détroit | 4           |             |
|  |                  |                           |                          |   |                        |                            |                            |                            |  |   |                       |                       |                       |  | E1 | Pistons de Détroit | 4           |             |
|  |                  | O1                        | Lakers de Los Angeles    | 0 |                        |                            |                            |                            |  |   |                       |                       |                       |  |    |                    |             |             |
|  | 1                | O1                        | Lakers de Los Angeles    | 0 | Lakers de Los Angeles  | 3                          |                            |                            |  |   |                       |                       |                       |  |    |                    |             |             |
|  | 1                |                           |                          |   | Lakers de Los Angeles  | 3                          |                            |                            |  |   |                       |                       |                       |  |    |                    |             |             |
|  | 8                | Trail Blazers de Portland | 0                        |   |                        |                            |                            |                            |  |   |                       |                       |                       |  |    |                    |             |             |
|  | 8                | Trail Blazers de Portland | 0                        |   | 1                      | Lakers de Los Angeles      | 4                          |                            |  |   |                       |                       |                       |  |    |                    |             |             |
|  |                  |                           |                          |   | 1                      | Lakers de Los Angeles      | 4                          |                            |  |   |                       |                       |                       |  |    |                    |             |             |
|  |                  | 4                         | SuperSonics de Seattle   | 0 |                        |                            |                            |                            |  |   |                       |                       |                       |  |    |                    |             |             |
|  | 4                | 4                         | SuperSonics de Seattle   | 0 | SuperSonics de Seattle | 3                          |                            |                            |  |   |                       |                       |                       |  |    |                    |             |             |
|  | 4                |                           |                          |   | SuperSonics de Seattle | 3                          |                            |                            |  |   |                       |                       |                       |  |    |                    |             |             |
|  | 5                | Rockets de Houston        | 1                        |   |                        |                            |                            |                            |  |   |                       |                       |                       |  |    |                    |             |             |
|  | 5                | Rockets de Houston        | 1                        |   |                        |                            |                            |                            |  | 1 | Lakers de Los Angeles | 4                     |                       |  |    |                    |             |             |
|  | Conférence Ouest |                           |                          |   |                        |                            |                            |                            |  | 1 | Lakers de Los Angeles | 4                     |                       |  |    |                    |             |             |
|  |                  | 3                         | Suns de Phoenix          | 0 |                        |                            |                            |                            |  |   |                       |                       |                       |  |    |                    |             |             |
|  | 3                | 3                         | Suns de Phoenix          | 0 | Suns de Phoenix        | 3                          |                            |                            |  |   |                       |                       |                       |  |    |                    |             |             |
|  | 3                |                           |                          |   | Suns de Phoenix        | 3                          |                            |                            |  |   |                       |                       |                       |  |    |                    |             |             |
|  | 6                | Nuggets de Denver         | 0                        |   |                        |                            |                            |                            |  |   |                       |                       |                       |  |    |                    |             |             |
|  | 6                | Nuggets de Denver         | 0                        |   | 3                      | Suns de Phoenix            | 4                          |                            |  |   |                       |                       |                       |  |    |                    |             |             |
|  |                  |                           |                          |   | 3                      | Suns de Phoenix            | 4                          |                            |  |   |                       |                       |                       |  |    |                    |             |             |
|  |                  | 7                         | Warriors de Golden State | 1 |                        |                            |                            |                            |  |   |                       |                       |                       |  |    |                    |             |             |
|  | 2                | 7                         | Warriors de Golden State | 1 | Jazz de l'Utah         | 0                          |                            |                            |  |   |                       |                       |                       |  |    |                    |             |             |
|  | 2                |                           |                          |   | Jazz de l'Utah         | 0                          |                            |                            |  |   |                       |                       |                       |  |    |                    |             |             |
|  | 7                | Warriors de Golden State  | 3                        |   |                        |                            |                            |                            |  |   |                       |                       |                       |  |    |                    |             |             |